# Кожурла
Кожурла (рос. Кожурла) — село у Убінському районі Новосибірської області Російської Федерації.
Входить до складу муніципального утворення Кожурлінська сільрада. Населення становить 1218 осіб (2010).

## Історія
Згідно із законом від 2 червня 2004 року органом місцевого самоврядування є Кожурлінська сільрада.

## Населення
| 2002 | 2007  | 2010  |
| ---- | ----- | ----- |
| 1449 | ↗1465 | ↘1218 |